# 那羅延天
那羅延天（ならえんてん, नारायण、Nārāyaṇa）はバラモン教・ヒンドゥー教の神ヴィシュヌが、仏教に取り入れられ護法善神とされたもの。「那羅延」とはヴィシュヌの異名「ナーラーヤナ」の音写。ヴィシュヌの音写として毘瑟笯（びしぬ）、毘紐（びちゅう、びにゅう）、毘紐天（びちゅうてん、びにゅうてん）とも記述される。

## 解説
大力があるとされ、「勝力」と訳される。仏・菩薩の堅固を譬えて那羅延身、那羅延力という。
『無量寿経』では、法蔵菩薩（のちの阿弥陀如来）が誓願（四十八願の第二十六願）の中で、自分が建設する極楽浄土における求道者が「ナーラーヤナ神が金剛で打つような体」を持つようにすると語っている。
また『大智度論』では、ヴィシュヌ神を漢訳して遍悶といい、四臂にして貝を捉り輪を持し金翅鳥に騎すと説いている。
敦煌の仏教壁画などでは、ヒンドゥー教におけるヴィシュヌのように迦楼羅（ガルダ）に乗った姿で描かれる。
スリランカではヴィシュヌは仏教の守護神（護法善神）と信じられ、神々をまつる「デワレ」にもヴィシュヌを祀ったものがある。十のアヴァターラを描いたデワレも存在する。デワレだけでなく、寺院本堂の中にヴィシュヌ像がおかれる例もまれにある。スリランカではヴィシュヌ像の肌は青く塗られている。ペラヘラ祭りで行われる行列の一つ「ランドーリ・ペラヘラ」にはヴィシュヌ神像を乗せた象も加わる。
『北史』隋本紀は、隋の建国者・堅の幼名が「那羅延」であったことを記している。「那羅延」とは、那羅延天のことで、仏教を守護する大力の神であり、中国では金剛力士と混合され、堅固にして勇猛の身をもつものとされ、堅の名はこれによって選ばれた漢字名であったとみられる。